# WASP-18 b

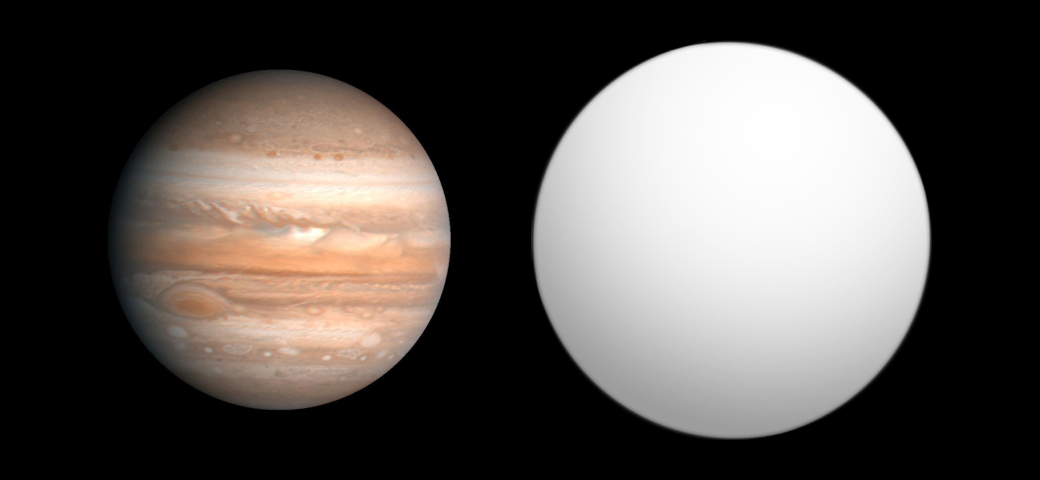
Vergleich zwischen Jupiter und dem Exoplaneten.

WASP-18 b (auch „WASP-18b“ geschrieben) ist ein extrasolarer Planet, der den Stern WASP-18 umkreist. Seine Umlaufzeit beträgt dabei weniger als ein Tag. Man nimmt an, dass es in etwa einer Million Jahren zu einer Kollision zwischen dem Planeten und seinem Zentralgestirn kommen wird.

## Weitere Details
Der Planet wurde am 26. August 2009 von Coel Hellier, Astrophysik-Professor an der englischen Keele University, der in einem internationalen Forscherteam tätig ist, im Rahmen des SuperWASP-Projektes entdeckt.
Der mit etwa 10 Jupitermassen als Gasriese eingestufte Planet ist ungefähr 1 Million Kilometer von seinem Stern WASP-18 entfernt. Seine Atmosphäre weist wahrscheinlich weder Wasserdampf noch Sauerstoff auf, ist dafür aber mit Kohlenmonoxid gesättigt. Die Masseverhältnisse und die Entfernung zum Stern bedingen, dass der Riesenplanet sein Zentralgestirn in 0,94 Tagen umkreist. Das Planetensystem ist etwa 325 Lichtjahre von der Erde entfernt und befindet sich im Sternbild Phönix.

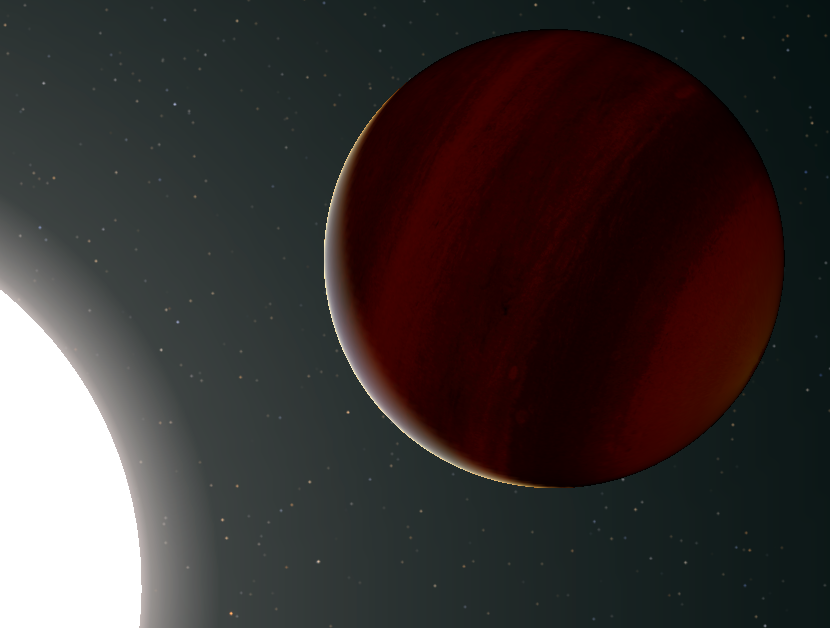
Künstlerische Darstellung von WASP-18b

Da in einer solchen Konstellation sowohl auf den Stern als auch auf den Planeten Gezeitenkräfte wirken, reduziert diese Reibungskraft die Geschwindigkeit des Planeten. Dies wird laut Berechnungen dazu führen, dass der Planet in einer astronomisch gesehen sehr kurzen Zeit von 1 Million Jahren in dem Zentralgestirn verdampfen wird. Wissenschaftler in Keele und an der University of Maryland versuchen herauszufinden, warum der Planet mit seiner extrem nahen Umlaufbahn noch nicht mit seinem Stern kollidiert ist. Weil es äußerst unwahrscheinlich ist, einen Planeten zu finden, der in so kurzer Zeit verschwinden wird, zweifeln Wissenschaftler an den physikalischen Annahmen, die hier getroffen wurden. Sie gehen davon aus, die über das nächste Jahrzehnt laufenden Messungen zur Aufklärung nutzen zu können. In unserem Sonnensystem gibt es einen ähnlich gelagerten Fall: Der Mars-Satellit Phobos bewegt sich rund 6.000 Kilometer von der Mars-Oberfläche entfernt und braucht für einen Umlauf um den Mars weniger als acht Stunden.